# A Estrada (romance)
A Estrada (2006) (The Road no original) é um livro do escritor americano Cormac McCarthy. É um conto de ficção pós-apocalíptica que descreve a jornada empreendida por um pai e seu jovem filho ao longo de um período de vários meses através de uma paisagem devastada anos antes por um cataclismo sem nome o qual destruiu a civilização e boa parte da vida na Terra. O romance foi premiado com o Pulitzer Prize for Fiction e o James Tait Black Memorial Prize de 2006 na categoria Ficção, e foi escolhido para a seleção do Oprah's Book Club.
Numa entrevista concedida em 2007 para Oprah Winfrey no The Oprah Winfrey Show, McCarthy disse que a inspiração para The Road veio durante uma visita a El Paso, Texas acompanhado do filho, cerca de quatro anos antes. Imaginando com o que a cidade poderia se parecer no futuro, ele imaginou "fogos nas colinas" e pensou no filho. Fez alguns apontamentos preliminares, mas só voltou ao assunto vários anos depois, na Irlanda. Então, a história surgiu de forma rápida e ele a dedicou ao filho, John Francis McCarthy.

## Adaptação para o cinema
Um filme baseado no romance foi lançado em 25 de novembro de 2009. John Hillcoat foi indicado para a direção, e a adaptação foi escrita por Joe Penhall. As locações são em Pittsburgh, Pennsylvania. 
O papel principal foi interpretado por Viggo Mortensen. Kodi Smit-McPhee fez o papel do filho. Robert Duvall, Guy Pearce e Charlize Theron também estão na trama (esta última, como a esposa do protagonista).